# إنفرنيس

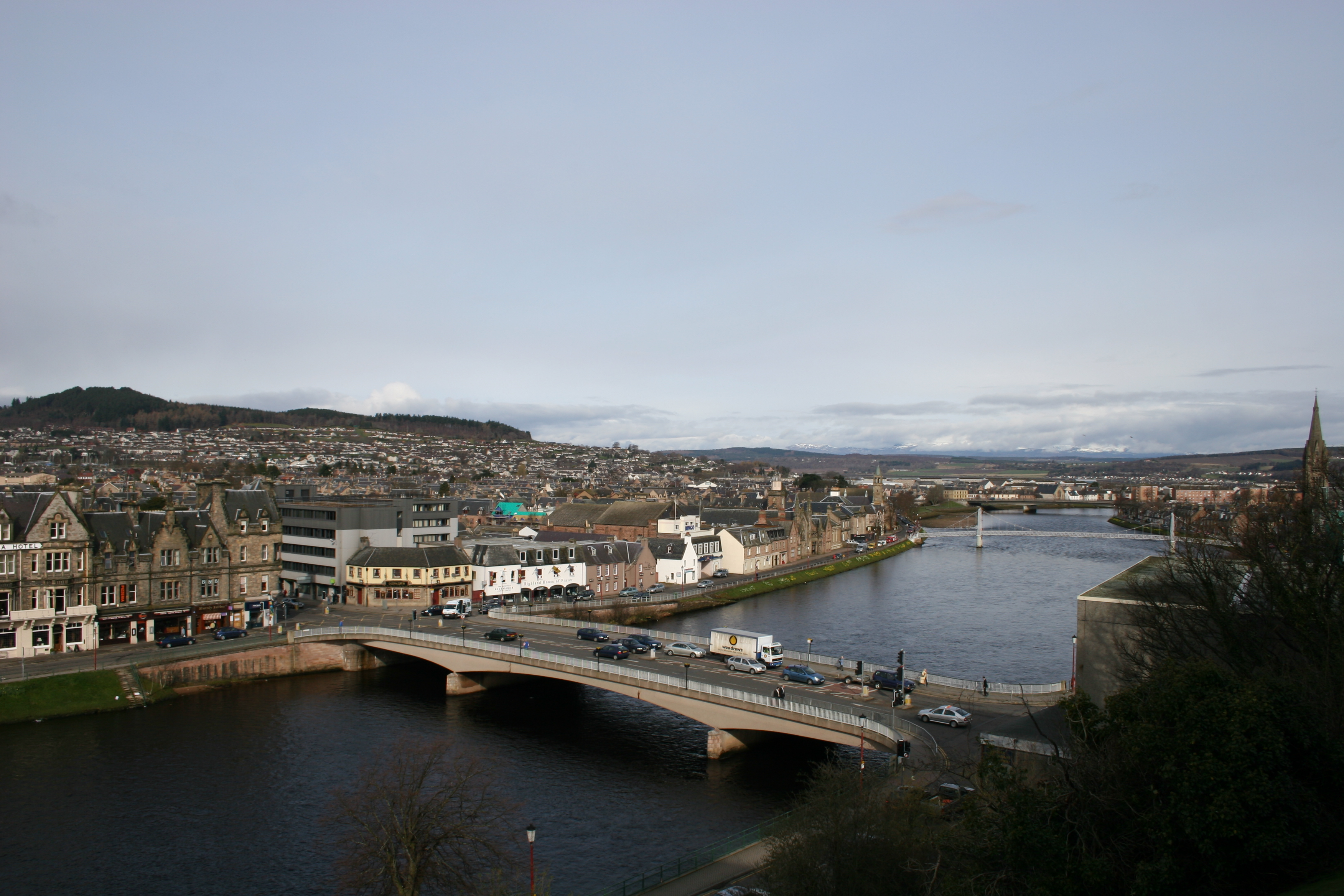
منظر للمدينة عام 2006

إنفرنيس (بالإنجليزية: Inverness)‏ مدينة إسكتلندية تقع جنوب ولاية هايلندز وهي المقر الإداري في المنطقة والعاصمة السابقة لمنطقة «إنفرنيس شاير» وتقع على ضفاف نهر نيس ويبلغ عدد سكانها نحو 59000 نسمة حسب إحصائيات سنة 2010.
وهي أيضاً مركزًا ثقافيًا، صناعيًا، وسياحيًا هامًا في إسكتلندا.

## المناخ
يظهر الجدول التالي التغييرات المناخية على مدار السنة لإنفرنيس:
| البيانات المناخية لـإنفرنيس       | البيانات المناخية لـإنفرنيس | البيانات المناخية لـإنفرنيس | البيانات المناخية لـإنفرنيس | البيانات المناخية لـإنفرنيس | البيانات المناخية لـإنفرنيس | البيانات المناخية لـإنفرنيس | البيانات المناخية لـإنفرنيس | البيانات المناخية لـإنفرنيس | البيانات المناخية لـإنفرنيس | البيانات المناخية لـإنفرنيس | البيانات المناخية لـإنفرنيس | البيانات المناخية لـإنفرنيس | البيانات المناخية لـإنفرنيس |
| الشهر                             | يناير                       | فبراير                      | مارس                        | أبريل                       | مايو                        | يونيو                       | يوليو                       | أغسطس                       | سبتمبر                      | أكتوبر                      | نوفمبر                      | ديسمبر                      | المعدل السنوي               |
| --------------------------------- | --------------------------- | --------------------------- | --------------------------- | --------------------------- | --------------------------- | --------------------------- | --------------------------- | --------------------------- | --------------------------- | --------------------------- | --------------------------- | --------------------------- | --------------------------- |
| الدرجة القصوى °م (°ف)             | 11.9 (53.4)                 | 12.7 (54.9)                 | 19.4 (66.9)                 | 23.7 (74.7)                 | 26.6 (79.9)                 | 29.7 (85.5)                 | 30.9 (87.6)                 | 29.1 (84.4)                 | 25.8 (78.4)                 | 20.3 (68.5)                 | 15.4 (59.7)                 | 11.4 (52.5)                 | 30.9 (87.6)                 |
| متوسط درجة الحرارة الكبرى °م (°ف) | 6.9 (44.4)                  | 7.3 (45.1)                  | 9.3 (48.7)                  | 11.6 (52.9)                 | 14.6 (58.3)                 | 16.9 (62.4)                 | 18.9 (66.0)                 | 18.6 (65.5)                 | 16.1 (61.0)                 | 12.6 (54.7)                 | 9.3 (48.7)                  | 7.0 (44.6)                  | 12.5 (54.5)                 |
| متوسط درجة الحرارة الصغرى °م (°ف) | 1.1 (34.0)                  | 1.2 (34.2)                  | 2.4 (36.3)                  | 4.0 (39.2)                  | 6.4 (43.5)                  | 9.3 (48.7)                  | 11.4 (52.5)                 | 11.2 (52.2)                 | 8.9 (48.0)                  | 6.0 (42.8)                  | 3.5 (38.3)                  | 1.2 (34.2)                  | 5.6 (42.1)                  |
| أدنى درجة حرارة °م (°ف)           | −18.7 (−1.7)                | −17.2 (1.0)                 | −12.8 (9.0)                 | −6.3 (20.7)                 | −4.1 (24.6)                 | −1.2 (29.8)                 | 2.4 (36.3)                  | 1.2 (34.2)                  | 0.2 (32.4)                  | −4.5 (23.9)                 | −11.7 (10.9)                | −16.8 (1.8)                 | −18.7 (−1.7)                |
| الهطول مم (إنش)                   | 76.9 (3.03)                 | 58.6 (2.31)                 | 57.6 (2.27)                 | 39.4 (1.55)                 | 51.6 (2.03)                 | 59.3 (2.33)                 | 53.4 (2.10)                 | 59.5 (2.34)                 | 67.2 (2.65)                 | 78.1 (3.07)                 | 66.2 (2.61)                 | 65.0 (2.56)                 | 732.8 (28.85)               |
| متوسط أيام هطول الأمطار (≥ 1 mm)  | 14                          | 11                          | 14                          | 9                           | 11                          | 11                          | 10                          | 12                          | 12                          | 13                          | 13                          | 13                          | 143                         |
| ساعات سطوع الشمس الشهرية          | 38.8                        | 72.7                        | 104.5                       | 135.5                       | 176.8                       | 143.1                       | 140.0                       | 133.9                       | 113.2                       | 84.2                        | 49.7                        | 27.8                        | 1٬220٫2                     |
| المصدر: MetOffice                 |                             |                             |                             |                             |                             |                             |                             |                             |                             |                             |                             |                             |                             |

## توأمة
لإنفرنيس اتفاقيات توأمة مع كل من:
- آوغسبورغ (1956 - )
- Saint-Valery-en-Caux [الإنجليزية]‏

## أعلام
- تشارلز كينيدي
- جون شيفرد بارون
- يان هنتر
- علي سميث
- جون د. بورغس
- هاري ميلر
- كلاوس روث
- كارين جيلان
- جوزفين تي
- لورن بالف

## وصلات خارجية
- الموقع الرسمي